# Oreste Marchesi
Oreste Marchesi (Copparo, 1894 – Copparo, 1949) è stato uno scrittore, pittore e compositore italiano.

## Biografia
Autore di scritti futuristi (quasi tutti confluiti in Fra verde e stelle: confetti e fiori a più colori, con prefazione di Filippo Tommaso Marinetti, Ferrara, STET, 1934), si dedicò successivamente alla pittura e alla musica. Le sue opere pittoriche sopravvissute alla dispersione sono state donate al Comune di Copparo ed esposte in alcune mostre. Nel paese natale gli sono stati dedicati una scuola, una piazzetta e una "Corale". Per qualche anno è stata intestata a lui anche la galleria civica d'arte di Copparo, diretta prima dal critico d'arte Gilberto Pellizzola, poi dal pittore Otello Ceccato.

## Opere principali

### Letteratura
- Fanciullone, Ferrara, Taddei, 1922
- L' adolescente, Copparo, Cappelli, 1927
- La luce di Levante: da una primavera a l'altra: 1927-1928, Copparo, Tipografia Cappelli, dopo il 1928
- Iride scapigliata: 205 confetti a più colori, con prefazione di Filippo Tommaso Marinetti, Copparo, Tipografia Cappelli, 1931

### Musica
- L' adolescente nel suo prato fiorito: trasparenze liriche: riduzione per armonio o pianoforte, Firenze, G. e P. Mignani, 1922
- Gloria stellata: Riduzione per pianoforte, Firenze, G. e P. Mignani, 1923
- Al chiaro di luna  (bizzarria musicale): coro a 4 voci virili, Bologna, F. Bongiovanni, 1924
- A te fanciulla: Adagio amoroso per archi, Bologna, U. Pizzi, 1930
- Eroe: per violino e pianoforte, Bologna, Pizzi, 1930
- Al fuoco, al fuoco: inno pompieristico a 2 voci di uomini, Bologna,F. Bongiovanni, 1935
- Fiori luminosi: poema corale a quattro voci miste, Milano, Carisch, 1940